# Faxsjön (Örsås socken, Västergötland)
Faxsjön är en sjö i Svenljunga kommun i Västergötland och ingår i Ätrans huvudavrinningsområde. Sjön har en area på 0,0661 kvadratkilometer och ligger 172 meter över havet.

## Delavrinningsområde
Faxsjön ingår i det delavrinningsområde (636178-133352) som SMHI kallar för Ovan Lillån. Medelhöjden är 172 meter över havet och ytan är 45,96 kvadratkilometer. Räknas de 59 avrinningsområdena uppströms in blir den ackumulerade arean 1 718,92 kvadratkilometer. Avrinningsområdets utflöde Ätran mynnar i havet. Avrinningsområdet består mestadels av skog (66 procent) och jordbruk (18 procent). Avrinningsområdet har 0,3 kvadratkilometer vattenytor vilket ger det en sjöprocent på 0,7 procent. Bebyggelsen i området täcker en yta av 0,44 kvadratkilometer eller 1 procent av avrinningsområdet.